# Angélique Quessandier
Angélique Quessandier, née le 13 août 1986 à Bagnols-sur-Cèze, est une judokate française.
Elle remporte aux Jeux paralympiques d'été de 2004 et de 2008 la médaille de bronze en moins de 63 kg.
En 2005, elle est sacrée championne d’Europe en moins de 63 kg et vice-championne d’Europe par équipe. Elle est médaillée de bronze aux Mondiaux de 2006 et vice-championne d'Europe en 2007.